# Víctor Mollejo
Víctor Mollejo, né le 21 janvier 2001 à Alcázar de San Juan (Espagne), est un footballeur espagnol évoluant au poste d'ailier droit au Burgos CF.

## Biographie
Mollejo soufre d'une alopécie qui a entraîné la perte totale de ses cheveux.

### En club
Le 8 mai 2020, il est inclus dans le top 50 des meilleurs jeunes au niveau mondial par le site spécialisé de Football Talent Scout.

## Palmarès

### En sélections
Équipe d'Espagne des moins de 19 ans
- Vainqueur du championnat d'Europe des moins de 19 ans en 2019